# August Röhss
Johan Anders August Röhss, född 20 juli 1836 i Göteborg, död 20 oktober 1904 i Göteborg, var en svensk affärsman och donator.

## Karriär
August Röhss utexaminerades 1852 vid Chalmerska institutet, var elev vid Sälboda bruk i Värmland 1852–1854, bedrev studier vid Bergsskolan i Falun 1855–1856. Han fick burskap som handlande i Göteborg 1860 och blev 1858 delägare i firma Wilh. Röhss & Co., Göteborg, 1858–1900, varav som delägare från 1 januari 1860 samt ensam innehavare 1900–1902.

Röhss var delägare i Gammelkroppa bruk i Kroppa, Värmland, ledamot av handelsfullmäktige i Göteborg 1874–1893, ordförande i styrelsen för Göteborgs Sparbank, Brand- och Livförsäkrings AB Svea och Ränte- och Kapitalförsäkringsanstalten i Göteborg, ledamot av styrelsen för Ahlafors Spinneri AB, Återförsäkrings AB Astrea, Trädgårdsföreningen, Rosenlunds Spinneri AB, Bryggeri AB Kronan, Särö AB och för Riksbankens avdelningskontor i Göteborg.

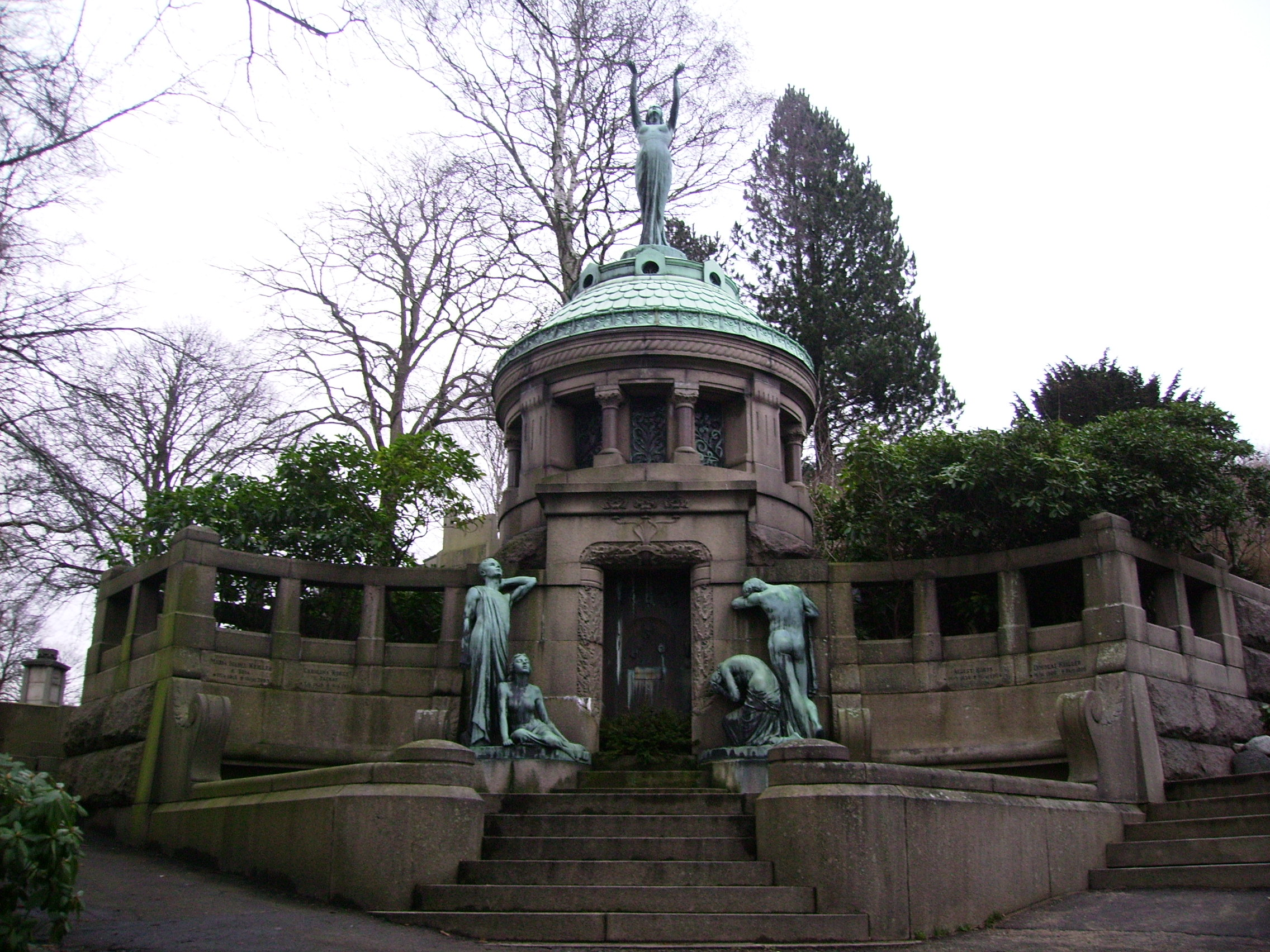
Röhss familjegrav på Östra kyrkogården, Göteborg.

Han var ledamot av Göteborgs stadsfullmäktige 1889–1900, av styrelsen för Göteborgs hamn- och älvarbeten 1876–1897, av styrelsen för Göteborgs museum 1887–1904, revisor för Allmänna och Sahlgrenska sjukhuset 1866.
Röhss tog livlig del i stadens kommunala liv och gjorde sig känd som mecenat. Den 28 juli 1901 donerade Röhss 350 000 kronor till Göteborgs högskola för professurer i nationalekonomi, sociologi, geografi (med handelsgeografi) och statsvetenskap med statistik. År 1894 fick Akademien för de fria konsterna i Stockholm av sin hedersledamot August Röhss motta 50 000 kronor till fullbordandet av akademiens nybyggnad. Röhss fick som ett erkännande akademiens guldmedalj, som överlämnades i Göteborg av professorn, friherre Adolf Erik Nordenskiöld. I slutet av 1894 skänkte Röhss pengar till inköp av samtliga inventarier för Göteborgs Ålderdomshem vid Slottsskogen.
Han donerade även stora belopp till Göteborgs museum, Nationalmuseum, Stadsbiblioteket, Göteborgs Konstförening och Röhsska konstslöjdmuseet.
Röhss fördes 1904 till sista vilan i sitt storslagna mausoleum skapat av Hans Hedlund på Östra kyrkogården, Göteborg.

## Utmärkelser
August Röhss var hedersledamot av Konstakademien, ledamot av Kungliga Vetenskaps- och Vitterhetssamhället i Göteborg, utnämndes 1890 till riddare av Nordstjärneorden, till kommendör av 2:a klassen i Vasaorden 1891 och 1894 till kommendör av 1:a klassen.

## Familj
August Röhss var son till Wilhelm Röhss d.ä. och Karin Bresander. Han gifte sig 3 oktober 1898 i Göteborg med Carolina Gustava Zackau (1839–1928), dotter till handlande Carl Christoffer Zackau och Gustava Stenberg.